# Mercatello sul Metauro
Mercatello sul Metauro es una localidad y comune italiana de la provincia de Pesaro y Urbino, región de las Marcas, con 1494 habitantes.

## Evolución demográfica
| Gráfica de evolución demográfica de Mercatello sul Metauro entre 1861 y 2001 |
|                                                                              |
| Fuente ISTAT - elaboración gráfica de Wikipedia                              |